# Poultrygeist: Night of the Chicken Dead
Poultrygeist: Night of the Chicken Dead ist eine Horrorkomödie von Lloyd Kaufman und Gabriel Friedman. Der Film mit zahlreichen Splattereffekten und Musicaleinlagen wurde 2006 von Troma Entertainment veröffentlicht und parodiert die Filme Poltergeist und Die Nacht der lebenden Toten.

## Handlung
Arbie ist ein Loser, wie er im Buche steht. Als er nach dem Collegeabschluss in seine Heimatstadt Tromaville zurückkehrt, muss er feststellen, dass seine Freundin Wendy zu einer Öko-Lesbe mutiert ist. Gemeinsam mit ihrer Freundin Micki demonstrieren sie vor einem neuen Laden der Fastfood-Kette American Chicken Bunker. Der Laden wurde auf einem alten Indianer-Friedhof errichtet.
Enttäuscht und verletzt betritt Arbie den Laden und nimmt dort einen Job an. Er wird zum „Kassen-Girl“ ernannt und arbeitet dort mit der Burka-tragenden Humus, einem sodomitischen Redneck namens Carl Jr. und dem illegalen Einwanderer Paco Bell zusammen. Ihr Chef, der Schwarze Denny, treibt das krude Team zu Höchstleistungen an, um das dortige investierte Geld seiner Großmutter zu schützen.
Bereits am ersten Tag geraten mysteriöse grüne und pulsierende Eier in den Laden, aus denen seltsame Hühnchen schlüpfen. Das erste Opfer wird Paco, der in einen Fleischwolf gerät. Obwohl Denny erst die angebliche Islamistin Humus beschuldigt, versucht er die Vorgänge zu vertuschen und hält den Laden am Laufen. Als schließlich auch Carl Jr. umgebracht wird, ist Denny am Rande der Verzweiflung. Aus heiterem Himmel taucht plötzlich Besitzer und Ex-KKK-Mitglied General Lee Roy auf und beruhigt die Lage. Er verteilt Gratis-Chicken-Wings und die plötzlich nicht mehr ganz so verbissenen Demonstranten stürmen den Laden, um ihren Hunger zu stillen. Wie sich herausstellt war Micki nur eine Agentin des mächtigen Konzerns und hat Wendy nur angelogen. Wendy ertappt sie und den Manager beim Babyspiel.
Endlich wendet sie sich wieder Arbie zu. In der Zwischenzeit verwandeln sich jedoch die Gäste in Zombies mit Hühnerschnäbeln und beginnen, die noch normalen Gäste zu panieren, braten und aufzufressen. Arbies älteres Ich taucht auf und rettet ein paar Leute aus dem Massaker, jedoch wird er auch Opfer der Zombies. Der inzwischen zombiefizierte Carl Jr. und der Burger Paco geben den Überlebenden schließlich den rettenden Tipp: die Zombies können nur mit der einzigen Schwäche der Ureinwohner Amerikas vernichtet werden: dem Alkohol. Nachdem sich die Überlebenden Humus, Wendy und Arbie in der Burgerbude verbarrikadiert haben, suchen sie einen Ausweg. Im unterirdischen Gewölbe der Bude treffen sie auf den Anführer der Hühnchenzombies. Mit Hilfe von Paco können sie ihn ausschalten, doch Humus kommt bei einem Selbstmordanschlag ums Leben. Arbie und Wendy können mit einem kleinen Mädchen fliehen und klauen ein Auto. Als das Mädchen jedoch ein Ei legt, verliert Wendy die Kontrolle über das Auto und rammt einen weiteren Wagen. Alle kommen in einer riesigen Explosion ums Leben.

## Hintergrund
Der Film enthält zahlreiche Anspielungen auf diverse Fastfood-Ketten. Das Design des American Chicken Bunkers erinnert an eine militärische Version von Kentucky Fried Chicken, die Namen der Hauptdarsteller sind Verballhornungen anderer Ketten: Taco Bell (Paco Bell), McDonald’s (Micki), Carl’s Jr. (Carl Jr.), Arby’s (Arbie), Wendy’s (Wendy) und Subway (Jared). Weitere Anspielungen gibt es auf die Freitag der 13.-Filmreihe (Ron Jeremy spielt einen an die ersten beiden Teile angelehnten Charakter), Night of the Living Dead und Poltergeist.

## Entstehung
Lloyd Kaufman und Assistent Gabriel Friedman drehten Poultrygeist: Night of the Chicken Dead über einen Zeitraum von zwei Jahren. Die beiden kamen auf die Idee, als sie den Bestseller Fast Food Nation von Eric Schlosser gelesen hatten. Kaufman und der Produzent Kiel Walker sind überzeugte Vegetarier und waren von der Idee begeistert, einen Fastfood-kritischen Film mit den üblichen Troma-Elementen zu drehen. Die Musical-Passagen wurden von Takashi Miikes The Happiness of the Katakuris inspiriert.
Mit einem Gesamtbudget von 450.000 $ ist der Film die bisher größte Tromaproduktion. Teilweise mussten Lloyd Kaufman und seine Ehefrau Pat Swinney Kaufman ihr Privatvermögen zur Verfügung stellen. Insbesondere die teuren Spezialeffekte stellten die Produzenten vor ein größeres Problem. Die meisten Szenen wurden daher mit unentgeltlich arbeitenden Troma-Fans gedreht, die alle auch im Abspann erwähnt wurden. Drehort war ein geschlossenes McDonald’s-Lokal in Buffalo, New York. Um die Fans, die sich am Film beteiligen wollten und aus der ganzen Welt angereist waren, unterzubringen, wurde eine verlassene Kirche angemietet. Der Score für die Musicalszenen wurde von dem kanadischen Songwriter Duggie Banas unentgeltlich zur Verfügung gestellt. Die Texte stammen aus Kaufmans Feder. Am Soundtrack beteiligten sich die Punkrock-Bands The Dwarves, The Nihilistics und Purple Pam.

## Veröffentlichung

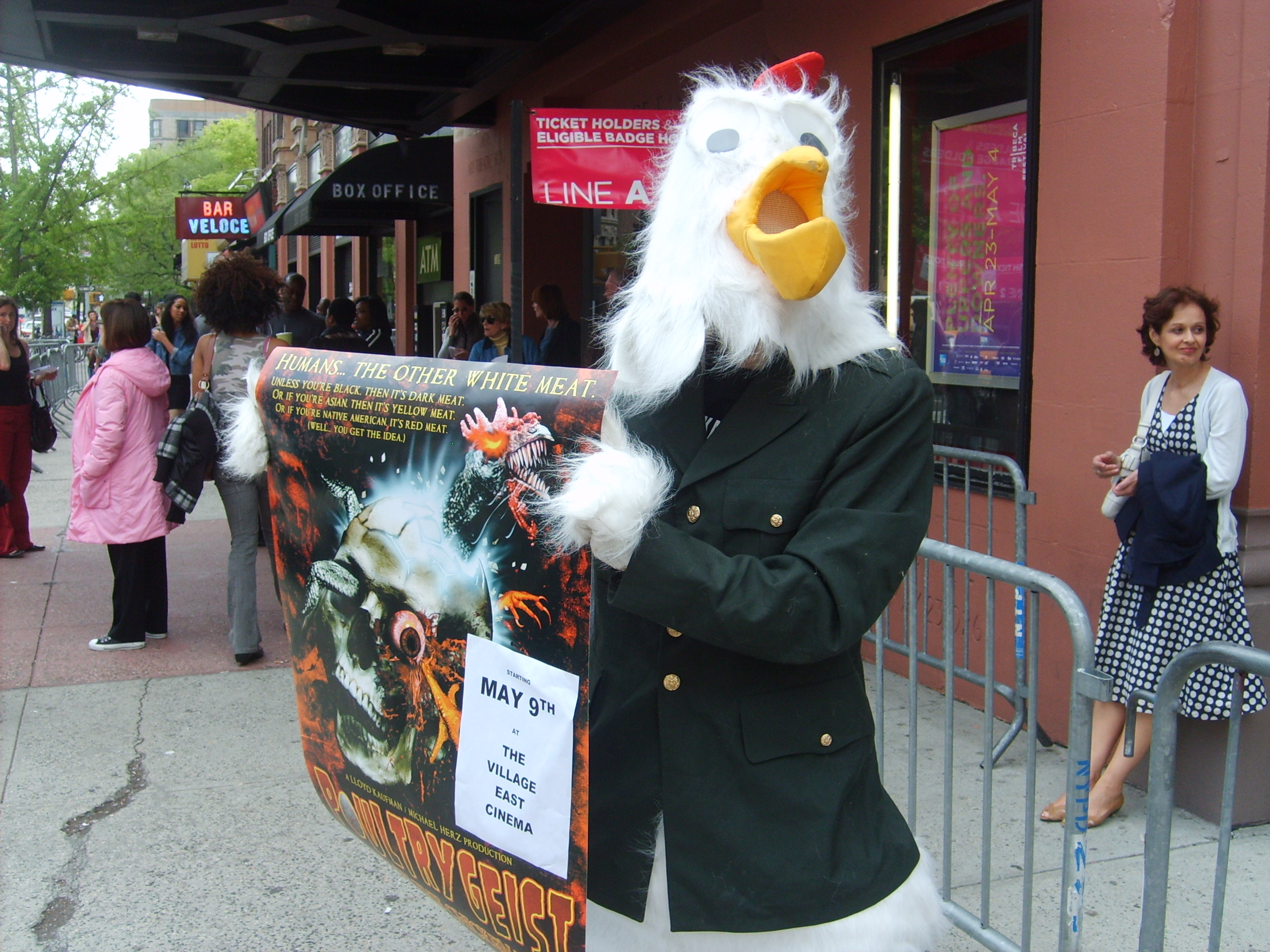
Colonel Kluck, eine Werbefigur aus dem Film

Erste Bilder wurden bereits 2005 im britischen Hotdog Magazin veröffentlicht. Ein weiteres britisches Magazin, die Horrorzeitschrift Fangoria, brachte 2007 zur Premiere einen vierseitigen Artikel.
Die Premiere von Poultrygeist fand schließlich am 14. April 2007 beim Brussels International Fantastic Film Festival statt. Der Film wurde außerdem auf den Filmfestspielen von Cannes 2007 und diversen kleineren Festivals gezeigt. Ein DVD-Releasepartner für Deutschland ließ sich schwer finden, so dass erst 2009 ein DVD-Release über Cult-Movies erschien. Diese Fassung musste auf Grund von Schnittauflagen der FSK um 6 Minuten gekürzt werden. Eine ungeschnittene Fassung erschien in Österreich auf dem Shock Entertainment-Label.
2012 veröffentlichte Troma die englischsprachige Version des Films zusammen mit einhundertfünfzig anderen Produktionen auf dem Internet-Videoportal Youtube.

## Kritik
Der Film gilt als eines der besten Werke aus dem Programm von Troma Entertainment, verlangt aber einen hohen Grad an Toleranz gegenüber schwarzem Humor. Der Film macht sich über eine ganze Reihe von Minderheiten lustig. Er wurde in den USA sowohl vom Genrepublikum, als auch in der US-amerikanischen Presse, wohlwollend bewertet. Unter anderem lobten die New York Times und Variety das Werk.

„Needless to say, “Poultrygeist: Night of the Chicken Dead” is not for every taste. But within the context of its genre — the satirical sexploitation zombie chicken gross-out musical extravaganza — it is just about as perfect as a film predicated on the joys of projectile vomiting and explosive diarrhea can be. Directed with finger-licking gusto by Lloyd Kaufman, the irrepressible co-founder of Troma Entertainment, “Poultrygeist” plays like a grindhouse analogue to the sloppy, psychosexual provocations of the performance artist Paul McCarthy and is, in its lowbrow way, every bit as liberating.“

„Durchgeknallt, gorig, cheesy, satirisch und unbeschreiblich. Lloyd Kaufman hat auch nach all den Jahren seinen Troma-Touch nicht verloren und liefert in diesem referenzdichten ätzend schwarzhumorigen und unverschämt trashigen Splatterfest einmal mehr gelungene Genrekost irgendwo zwischen Toxie und Brain Dead.“

„Degoutante, in die Jahre gekommene Horrorkomödie aus der Trash-Schmiede Troma, die erfolglos Fastfood- und Multiverwertungsideologie auf den Arm nehmen will.“

## Remake
Troma Entertainment hat im Oktober 2011 bekannt gegeben 2012 ein Remake des Filmes auf den Markt zu bringen.